# Maria Grazia Cucinotta
Maria Grazia Cucinotta (Mesina, 27 de julio de 1968) es una actriz italiana que ha trabajado en varias películas y series televisivas desde 1990 como actriz, como productora, guionista y modelo.
Es reconocida en Italia como actriz de cine y televisión, pero internacionalmente se la conoce más por sus papeles en Il Postino y como la chica Bond "Cigar Girl" en la película de James Bond The World Is Not Enough.
Fue la estrella invitada en el episodio de The Sopranos "Isabella". También apareció en Los Simpson, en el episodio "The Italian Bob" como la maliciosa esposa de Sideshow Bob, Francesca.
Contrajo matrimonio con Giulio Violati en 1995, y tienen una hija, Giulia.
Mide 1,77 m de estatura.

## Filmografía
- Vacanze di Natale '90 (1990)
- Viaggio d'amore (1990)
- Alto rischio (1993)
- Cominciò tutto per caso (1993)
- Abbronzatissimi 2 - un anno dopo (1993)
- El cartero (y Pablo Neruda) (Il Postino) de Michael Radford (1994)
- I Laureati (1995)
- El día de la bestia (1995)
- Il Sindaco (1996)
- Italiani (1996)
- Il Decisionista (1997)
- El Espíritu de Brooklyn (A Brooklyn State of Mind) de Frank Rainone (1997)
- Camere da letto (1997)
- Ballad of the Nightingale (1998)
- La Seconda moglie (1998)
- El mundo nunca es suficiente (The World Is Not Enough) de Michael Apted (1999)
- Maria Magdalena (1999)
- Cachitos picantes, de Alfonso Aráu (2000)

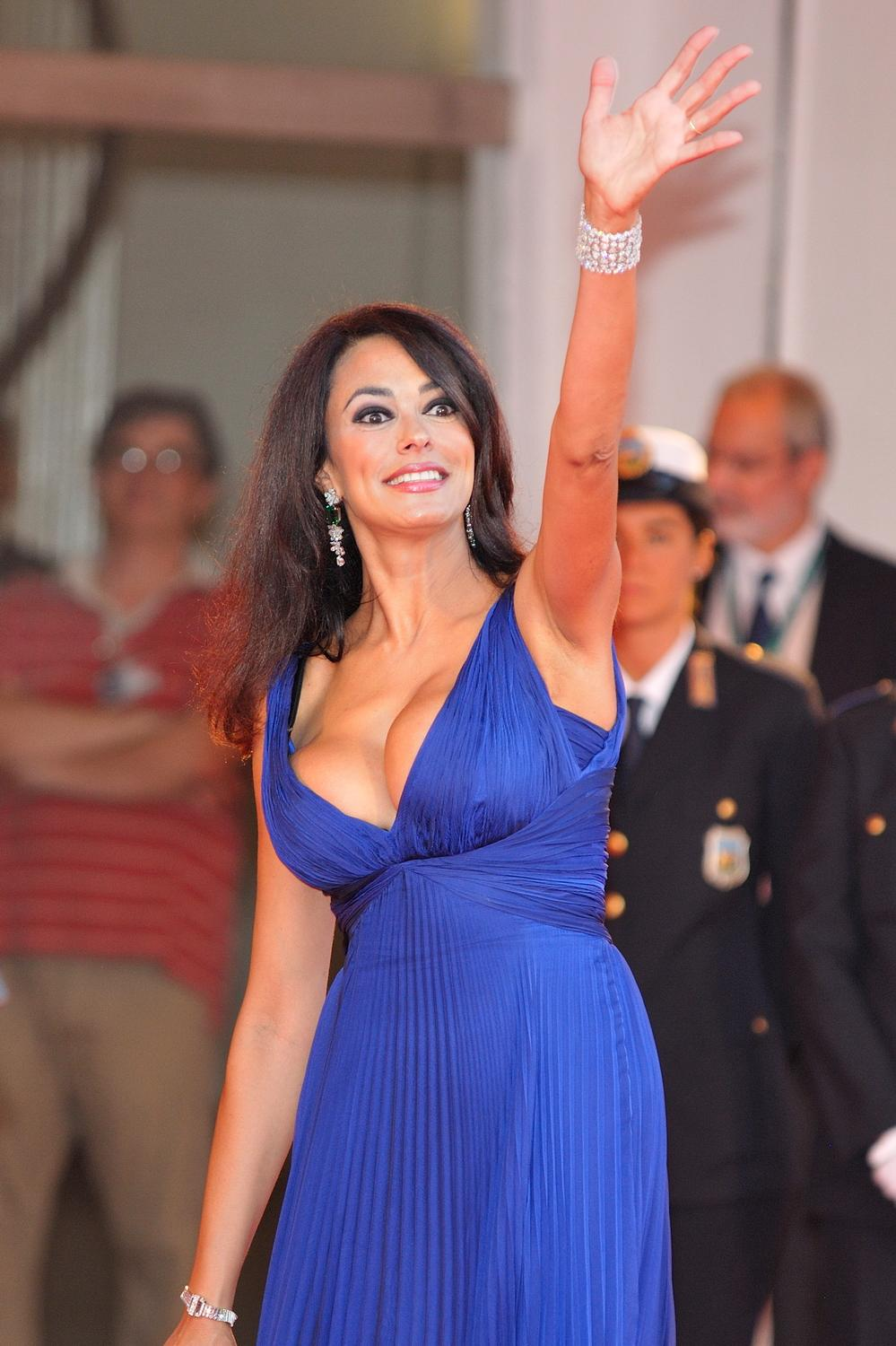
En la 66ª edición del Festival de Venecia (2009).

- Just One Night (2000)
- Stregati dalla luna (2001)
- Strani accordi (2001)

- Vaniglia e cioccolato (2004)
- Mariti in affitto (2004)
- Miracolo a Palermo! (2005)
- All the Invisible Children (2005)
- Uranya (2006)
- Last Minute Marocco (2007)
- Sweet Sweet Marja (2007)
- Fly Light (2009)
- Viola di mare (2009)
- Death of the Virgin (2009)
- Flores negras (2009)
- La bella società (2009)
- Un giorno della Vita (2010)
- The Museum of Wonders (2010)
- The Rite (2011)
- Transgression (2011)

## Apariciones en televisión
- Andy e Norman (1991)
- La Ragnatela (1991)
- Scherzi a parte (1992)
- Alta società (1995)
- La Signora della città (1996)
- Solomon (1997)
- Il Quarto re (1997)
- Padre papà (1998)
- Wildside - Lawyer (1998)
- In punta di cuore (1999)
- "Isabella" (1999, episodio de The Sopranos)
- L' Avvocato Porta (1997)
- Amici di Gesù (2000)
- Il Bello delle donne (2001)
- Amici di Gesù (2001)
- Marcinelle (2003)
- La noche del 10 (2005)
- The Italian Bob (2005, episodio de Los Simpson)
- Pompei (2007)
- My Heaven will wait (2013)